# Великий Могол (фільм)
«Великий Могол» (гінді मुग़ल-ए आज़म, Mughal-e-Azam, урду مغلِ اعظم, англ. The Greatest of the Mughals) — індійська мелодрама 1960 року режисера К. Азіфа. За результатами прокату фільму було присвоєно статус «Блокбастер на всі часи». Утримував статус найкасовішого фільму Індії протягом п'ятнадцяти років. У 1961 році фільм отримав три премії Filmfare Awards — «найкращий фільм», «найкращий автор діалогів» (Аман, Камал Амрохі, Ваджахат Мірза, Ехсан Різві), «найкраща операторська робота» (Р. Д. Матур). Це один з найдорожчих фільмів індійського кіно. Актори Мадхубала і Діліп Кумар — одна з найпопулярніших пар індійського кіно. Великий Могол приніс творцям славу, гроші і три премії, а Мадхубалі — звання «найкрасивішої актриси за всю історію індійського кіно». Фільм був чорно-білим, за винятком трьох епізодів, які знімалися на «експериментальній» кольоровий кодаківській плівці. У 2004 році випустили кольорову версію стрічки і оновлений фільм з успіхом пройшов в кінотеатрах Індії.

## Сюжет
Це фільм-розповідь про любов наслідного принца Імперії Великих Моголів Нур-Уд-Діна Мохамеда Саліма (відомий як Джаханґір), і служниці Надір, названої при дворі Анаркалі. Після довгих років очікування спадкоємця, у Махарани Джодха і шахеншаха Акбара нарешті з'являється довгоочікуваний син. Хлопчик росте неслухняним. І одного разу знаходить задоволення у вині. Гнів Акбара не знає кордонів. Щоб врятувати приречену Імперію, він висилає дитини з палацу, на поле битви. 14 років прожив Салім війною, завойовуючи все нові, і нові землі для Імперії. Після чергової перемоги, батько розуміє, що син став справжнім воїном. Тепер йому можна довірити Індостан. Саліма чекає пишна зустріч, і радість батьків. Величний воїн ступає по килиму з квітів і перлів. З кожного куточка палацу звучать звуки пісень і веселощів. На честь цієї події придворний скульптор створив скульптуру дівчини, яку Акбар назвав Анаркалі. Скульптура виявилася живою. Непомітно для себе Анаркалі і Салім полюбили один одного. Але між ними величезна прірва: він наслідний принц, а вона всього лише служниця. Акбар робить все, щоб перешкодити синові. Але, Салім ще наполегливіший ніж батько. Анаркалі виявляється в центрі сімейних скандалів. Гнів Акбара страшний, він кидає Анаркалі в темницю, але вона, незважаючи на тюремне ув'язнення, відмовляється відкинути Саліма. Салім повстає проти Акбара, зазнає поразки в бою, але встигає звільнити кохану і батько засуджує його до смертної кари. Щоб врятувати Саліма, Анаркалі повертається до палацу. Акбар виконує її передсмертне бажання — вона проводить ніч наодинці з Салімом, а вранці дає йому снодійне. Анаркалі живцем замуровують в стіну, але Акбар звільняє її і бере з неї обіцянку назавжди покинути межі імперії.

## У ролях
| Актор             | Роль                |
| ----------------- | ------------------- |
| Прітхвірадж Капур | імператор Акбар     |
| Мадхубала         | Анаркалі            |
| Діліп Кумар       | Салім               |
| Дурга Кхоте       | Махарані Джодха Бай |
| Нігар Султана     | Бахар               |
| Аджіт             | Дурджан Сінгх       |
| М. Кумар          | скульптор           |
| Мурад             | Раджа Манн Сінгх    |
| Джіллу Ма         | мати Анаркалі       |
| Віджаялакшмі      |                     |
| С. Назір          |                     |

## Перелік пісень
Автор слів Шакіль Бадаюні, автор музики Наушад. 
| #     | Назва                        | Виконавець                         | Тривалість |
| ----- | ---------------------------- | ---------------------------------- | ---------- |
| 1.    | «Mohe Panghat Pe»            | Лата Мангешкар і хор               | 04:02      |
| 2.    | «Pyar Kiya To Darna Kya»     | Лата Мангешкар і хор               | 06:21      |
| 3.    | «Mohabbat Ki Jhooti»         | Лата Мангешкар                     | 02:40      |
| 4.    | «Humen Kash Tumse Mohabbat»  | Лата Мангешкар                     | 03:08      |
| 5.    | «Bekas Pe Karam Keejeye»     | Лата Мангешкар                     | 03:52      |
| 6.    | «Teri Mehfil Mein»           | Лата Мангешкар, Шамшад Бегум і хор | 05:05      |
| 7.    | «Ye Dil Ki Lagi»             | Лата Мангешкар                     | 03:50      |
| 8.    | «Ae Ishq Yeh Sab Duniyawale» | Лата Мангешкар                     | 04:17      |
| 9.    | «Khuda Nigehbaan»            | Лата Мангешкар                     | 02:52      |
| 10.   | «Ae Mohabbat Zindabad»       | Мохамед Рафі і хор                 | 05:03      |
| 11.   | «Prem Jogan Ban Ke»          | Баде Гхулам Алі Хан                | 05:03      |
| 12.   | «Shubh Din Aayo Raj Dulara»  | Баде Гхулам Алі Хан                | 02:49      |
| 49:02 |                              |                                    |            |